# باستن باستيان
باستن باستيان (بالألمانية: Bastian Sick)‏ (و. 1965 – م) هو صحفي، وكاتب، ولغوي من ألمانيا . ولد في لوبيك.

## التعليم
تعلم في جامعة هامبورغ

## أعمال بارزة
من أهم أعماله:
- Der Dativ ist dem Genitiv sein Tod.

## مناصب وهيئات
أدار Spiegel-Verlag Rudolf Augstein GmbH & Co. KG، ودير شبيغل.

## روابط خارجية
- باستن باستيان على موقع IMDb (الإنجليزية)
- باستن باستيان على موقع مونزينجر (الألمانية)
- باستن باستيان على موقع ميوزك برينز (الإنجليزية)
- باستن باستيان على موقع ديسكوغز (الإنجليزية)
- باستن باستيان على موقع قاعدة بيانات الفيلم (الإنجليزية)